# ディスプレイデザイナー
ディスプレイデザイナー（英語：display designer）とは、モノをディスプレイ（展示、陳列、表示、誇示の意。）する専門家である。モノを単に並べたり置いたりするだけではなく、そのモノの本質や全体をアピールするために工夫を凝らし、アイデアを用いてモノと空間の関係をデザインするデザイナーのこと。

## 概要
ディスプレイデザイナーは、ショーウィンドー、商業施設、ショールーム、見本市、展示会、博覧会、美術館、博物館などディスプレイを必要とする、人間を取り巻くあらゆる空間や環境を対象としてその活躍の場を拡大させている。そのことから近年では、ディスプレイデザイナーという言葉では定義付け出来ない仕事も多く手掛けているため、空間デザイナーあるいはスペースデザイナーとも呼ばれることがある。
ディスプレイデザイナーはディスプレイするイメージの方向性、形、素材などを検討して決めていく。その製作に関わり自ら担当する場合もある。またそれらの予算管理を行うことも多くある。
ディスプレイデザイナーになるには特別に資格等が必要ではないが、職能の知識、技能を証明することが出来る技能検定による商品装飾展示技能士という国家資格を取得しておくと有利である。